# 电子数据交换
电子資料交换（英語：Electronic data interchange，縮寫EDI）是一个文档规范，作为1至2个或多个应用系统间都可以理解的通用介面。他通常用于大公司的电子商务，如发送订单到仓库或跟踪这些订单。EDI有一系列的标准。
1996年, 美國國家標準技術研究所定义EDI为
“电脑对电脑的数据交换，具有严格的消息格式，表现文档而不是货币工具（原文）。
EDI意味着两个实体间的一系列消息交换，双方既可以是发起人，也可以是接收者。格式化的数据可能通过电信（网络）从发起人传输到接收方，也可以通过电子存储介质传输”。此定义区分了单纯的电子交换和数据交换，说明在EDI场景下，通常的消息接收处理是通过电脑进行的。人工参与仅仅在处理出错，质量审查或一些特殊场景。
EDI通常（更加广泛的）可定义为在无需人工干预的情况下电脑和电脑间传输约定消息标准的结构化数据。也可以称为B2Bi。
EDI，是一種跨組織、電腦對電腦、藉者一些標準格式來交換企業資訊的一種工具。它是促成供應鏈內各成員間建立關係的工具之一，也是提供給供應鏈參與者一個重要的競爭優勢。採用EDI的主要理由，通常是希望改良企業內部資料處理的效率，它也被期望能促進對顧客的服務、提昇國際競爭力、和達成更有效率的成本效益。

## EDI的緣起
隨著電腦的普及，許多企業或組織內部均以電腦來儲存、處理資料，然而，由於不同組織使用的應用系統不一，所產生的資料格式並不相同，當不同組織因業務需要必須進行資料交換時，通常還需要經過人工作業重複鍵入資料，轉至於己方的系統中，形成作業流程中的一大滯礙。實施電腦化最早的美國發現此一瓶頸，為了解決這個問題，於是便有部分企業與其交易往來之對象約定，以特定的標準格式傳送表單，可視為EDI應用觀念的起源。
EDI是组织间结构化的数据方式。被用来传输电子文档或者商业数据从一个计算机系统到另外的计算机系统。比如从一个商业伙伴到另外一个商业伙伴无人工的参与。它是高于Email.举个实例，某组织系统用适合的EDI message代替提单或者支票。这可以参考标准的数据族。

## EDI標準
第一個產業專用的EDI標準，是由美國運輸業資料通訊委員會（Transportation Data Communication Committee）於1975年所公佈的TDCC。隨後才有許多行業依據產業個別需求，發展出許多產業標準；其中包括倉儲業的WINS、零售業的VICS（美）與TRADACOMS（歐）、海運業的DISH、汽車業的AIAG（美）ODETTE（歐）...等。其後，EDI的應用更日趨成熟。由於交易運作的對象往往並不侷限於單一產業，1979年時，美國國家標準協會（American National Standards Institute Accredited Standard Committee）依據TDCC標準，並參考其他行業的EDI標準，發展了適用範圍較產業標準廣的EDI標準—ANSI X12。而另一方面，歐洲地區也發展出整合性的EDI標準，於1980年初提出TDI（Trade Data Interchange）及GTDI（Guideline for Trade Data Interchange）。ANSI X12與GTDI分別成為北美與歐洲的兩大區域性EDI標準。在歐美兩大區域性EDI標準之制訂、並試行幾年後，兩大標準開始整合並進行國際間EDI通用標準之研究發展。隨後，聯合國歐洲經濟理事會負責國際貿易程度簡化的工作小組（UN/ECE/WP.4）承辦了國際性EDI標準發展與會的任務，並於1986年正式提出UN/EDIFACT為國際性通用的EDI標準，但用家仍然以非美國機構為主。

## EDI的應用
EDI已經被廣泛應用在不同的行業，其中以電子業界，航運業界使用最為廣泛，但是EDI至今依然大多只有大型的公司例如IBM，HP，DELL，OOCL，MAERSKLINE等採用，至於中小型的企業對於EDI的使用並不普遍，這是由於建立EDI系統的成本巨大，要建立起完整的EDI系統，必需先由交易雙方洽談EDI標準開始、內容格式、開發系統、調試及維護等均是相當高成本的投入，故此只有大型的公司或具有一定的資訊科技應用規模的公司才能有效的建立EDI系統並充分發揮EDI（建立成本貴、長期效益高的特性）。

## 通訊協議
EDI文档是必須在发件人和收件人同意下，才可以使用任何一種通信協議去传送的，數據從發射端到接收端有很多種通信協議，以下是特別常見的
[EDI傳輸或通訊協議]
- X.400 - E-Mail-Standard of ITU （页面存档备份，存于）
- OFTP - Odette File Transfer Protocol （页面存档备份，存于）
- FTAM - File Transfer Access and Management （页面存档备份，存于）
- SMTP - Internet E-Mail（簡單郵件傳輸協議）
- HTTP - Hypertext Transport Protocol（超文本傳輸協議）
- FTP - File Transfer Protocol（文件傳輸協議）
- AS1 - Internet EDIINT Protocol (Applicability Statement 1 - 基於SMTP/POP3通訊協議和S/MIME信息) （页面存档备份，存于）
- AS2 - Internet EDIINT Protocol (Applicability Statement 2 - 基於HTTP/S通訊協議和S/MIME信息) （页面存档备份，存于）
- AS3 - Internet EDIINT Protocol (Applicability Statement 3 - 基於FTP/S通訊協議和S/MIME信息) （页面存档备份，存于）
- AS4 - Internet EDIINT Protocol (Applicability Statement 3 - 基於OASIS ebMS 3.0標準和利用Web services通訊協議) （页面存档备份，存于）
- EBICS - Electronic Banking Internet Communication Standard - 基於HTTP/S （页面存档备份，存于）

## 外部連結
- EDI基礎–您的EDI學習資源庫 （页面存档备份，存于）
- 何謂EDI （页面存档备份，存于）
- EDI應用對流通業通路結構之影響及效益影響模式分析 （页面存档备份，存于）